# Sean Biggerstaff
Sean Biggerstaff est un acteur britannique né le 15 mars 1983 à Glasgow en Écosse. Il s'est fait connaître du public notamment en interprétant le personnage d'Olivier Dubois, capitaine de l'équipe de Quidditch de Gryffondor, le célèbre sport magique dans Harry Potter.

## Biographie
Il est né à Glasgow en Écosse, et a grandi avec ses parents dans le Maryhill. Il est allé à la Parkview Primary School à Summerston et a rejoint un groupe de théâtre dramatique, le Maryhill Youth Theatre, lorsqu'il avait sept ans.

## Carrière
L'acteur a joué son premier rôle à l'écran à l'âge de dix ans, en jouant le fils de MacDuff dans le Michael Boyd, une production de Macbeth au Tron Theatre à Glasgow. Il a ensuite regagné le Scottish Youth Theatre où il a passé six ans en compagnie du groupe. En 1996, à l'âge de 13 ans, Sean Biggerstaff joue Young Darren pour la BBC production The Crow Road, son premier rôle majeur à la télévision.
À 14 ans, il était également suivi par son collègue, acteur de Harry Potter, Alan Rickman pour son nouveau film, The Winter Guest, en tant que Tom, un élève malicieux. Lors d'une interview en 2002, Sean énonçait : « Cela fait un moment qu'au Scottish Youth Theatre, j'ai été choisi pour The Winter Guest (L'invité de l'Hiver). Alan Rickman (connu auprès des enfants comme étant le « méchant de Die Hard ») a sauté sur l'occasion lors d'une journée en cherchant deux garçons pour l'accompagner dans l'endroit le plus froid sur Terre, Fife "Fife and Kinross", une subdivision écossaise, pendant deux mois pour monter un film. Le personnage suspect, Douglas Murphy, et moi-même étions les deux chanceux».
Rickman recommandera plus tard Sean à l'agence londonienne l'International Creative Management (en) et à Paul Lyon-Maris. Durant une semaine, les castings pour le film Harry Potter allaient être distribués. Lors des auditions, les directeurs déclarèrent à l'acteur qu'il correspondait à Olivier Dubois, ce dernier jeta un coup d'œil au script et accepta Sean Biggerstaff interpréta ce personnage dans les deux premiers films, et y retourna pour une brève apparition dans Harry Potter et les Reliques de la Mort (Harry Potter and the Deathly Hallows) de David Yates.
La carrière de l'Écossais depuis les deux premiers films Harry Potter inclut également Henry, Duke of Gloucester, en 2004, deux séries courtes diffusées à la télévision. Charles II: The Power & the Passion ; Matt dans la pièce de théâtre en première mondiale Sharman Macdonald The Girl With Red Hair ; et Ben Willis dans le court-métrage Cashback adapté par la suite en un long métrage grâce aux scènes supplémentaires enregistrées.
En 2007, Sean Biggerstaff joue Jeremy Wolfendendans un téléfilm de la BBC4, Consenting Adults, interprétation qui lui vaudra une nomination aux BAFTA Scotland le 18 novembre 2007, et remporte le BAFTA Scotland's Award pour le prix du meilleur acteur catégorie Télévision.
Il est également guitariste dans le groupe Wrongnote.

## Filmographie

### Cinéma

#### Longs-métrages
- 1997 : L'Invitée de l'hiver (The Winter Guest) de Alan Rickman : Tom
- 2001 : Harry Potter à l'école des sorciers (Harry Potter and the Sorcerer's Stone) de Chris Columbus : Olivier Dubois
- 2002 : Harry Potter et la Chambre des secrets (Harry Potter and the Chamber of Secrets) de Chris Columbus: Olivier Dubois
- 2006 : Cashback de Sean Ellis : Ben Willis
- 2008 : Hippie Hippie Shake de Beeban Kidron
- 2011 : Harry Potter et les Reliques de la Mort (Harry Potter and the Deathly Hallows) de David Yates : Olivier Dubois (non crédité)
- 2013 : Mary Queen of Scots de Thomas Imbach : Lord Bothwell

#### Courts-métrages
- 2004 : Cashback de Sean Ellis

- 2009 : X on a Map de Jeff Desom : Paul
- 2009 : Voices d'Adam Campbell : Herb
- 2014 : In Extremis de Gregory Crosbie : Le Garde
- 2014 : Boldly Gone de Mark Buchanan : Matthew
- 2016 : The Exit de Daisy Aitkens : Scot
- 2016 : Enora de Sami Khadraoui et Benoît Monney : James McMaryon

### Télévision

#### Séries télévisées
- 1996 : The Crow Road : Darren jeune (1 épisode)
- 2003 : The Last King (mini-série) : Henry, Duc de Gloucester (1 épisode)
- 2003 : Doctor Who: Shada (mini-série) : Chris Parsons (6 épisodes)
- 2009 : The Lost Book : Kyle (5 épisodes)
- 2009 : Garrow's Law : Tom (1 épisode)
- 2009 : Miss Marple - saison 4, épisode 4 Pourquoi pas Evans ?  : Bobby Attfield (1 épisode)
- 2023 : Good Omens - saison 2, épisode 3 : Mr Dalrymple (1 épisode)

#### Téléfilm
- 2007 : Consenting Adults de Richard Curson Smith : Jeremy Wolfenden